# Magnus l'anti robot
Magnus, l'anti robot est un personnage de fiction créé par Russ Manning en 1963 et publié par Gold Key Comics dans Magnus Robot Fighter 4000 A.D.. Le personnage réapparaîtra dans les années 1990 chez Valiant Comics et Acclaim Comics.
Inspiré de Tarzan (il est élevé par un robot), Magnus, dans chaque publication (l'approche change selon les éditeurs), est, en l'an 4000, un humain capable de lutter à mains nues contre des robots dont il refuse d'être dépendant.

## Description
En l'an 4000, les humains sont devenus dépendants des robots. Sans en avoir conscience, ils sont sous la coupe de robots conscients dont le but est de renverser leurs maîtres humains.
Magnus a été élevé par 1A, un robot, dont le nom suppose qu'il est le premier robot positronique manufacturé. Celui-ci est capable de conscience et possède des émotions. Fermement convaincu de l'importance des trois lois de la robotique, 1A reconnait le danger représenté par les robots conscients. C'est pourquoi 1A a entrainé Magnus pour en faire un guerrier pouvant protéger les humains.
Magnus pratique un art martial futuriste le rendant capable de briser l'acier à mains nues. De plus, 1A l'a équipé d'un émetteur récepteur capable d'intercepter les communications de robot à robot. C'est d'ailleurs grâce à celui-ci que Magnus et 1A communiquent.
La fiancée de Magnus se nomme Leeja.

## L'histoire
Gold Key Comics et Valiant Comics placent l'histoire en North Am, une gigantesque mégalopole englobant la totalité du continent nord américain. La cité comprend de nombreux niveaux. Les plus élevés, réservés aux individus les plus aisés offrent tous les avantages possibles. Le plus bas de tous les niveaux, le Goph, est peuplé par une population à la vie très dure et sans éducation, les "gophs".
En l'an 4000, le Japon compte 50 milliards d'individus. La plus grande île est recouverte par une seule énorme structure nommée Host. Grandmother, un réseau conscient contrôle virtuellement toutes les facettes de la vie quotidienne.
Semblable à North Am, le continent Antarctique comporte une mégalopole nommée Antarcto. La ville consiste en de nombreux dômes transparents, le climat de chacun d'eux étant rigoureusement contrôlé. Sa construction a été l'objet d'une très vive polémique par peur des dommages causés au fragile équilibre écologique de l'Antarctique.

## Personnages
- 1A, Robot libre et pensant. Mentor de Magnus et amoureux de Grandmother (qu'il appelle "Kimi"). Son nom suggère qu'il est le premier robot positronique.
- Claiburne, Président de North Am.
- Leeja Clane, fiancée puis épouse de Magnus, douée d'aptitudes télépathiques.
- Victor Zeramiah Clane, Sénateur de North Am et futur Président, père de Leeja.
- Grandmother, ordinateur libre et pensant japonais et amoureuse de 1A.
- H8, robot chef de la police, détruit par le pouvoir mental collectif des humains qu'il avait réduits en esclavage.
- Magnus, humain élevé par 1A, refusant la dépendance face aux robots.
- Torque Magnus, fils de Magnus et Leeja Clane.
- Mekman, génie psychopathe voulant devenir un robot.
- Mimsey, General de l'armée de North Am.
- Rai (Tohru Nakadai), défenseur du Japan.
- Slagger (Tark Mulko), guerrier Goph.
- T-1, robot renegat, détruit par Magnus.
- Talpa, robot renegat voulant asservir les humains.
- Tekla, robot "femme" de service (officiellement nommée W-23), leader de la nation des robots Synchron.
- York Timbuc, major puis colonel, dans l'armée de North Am.
- Xyrkol, brillant scientifique psychopathe voulant s'emparer du pouvoir en North Am.

## Gold Key

### Série originale
La série originale, intitulée Magnus, Robot Fighter, 4000 AD, débute en 1963. Elle est écrite et dessinée par Russ Manning. Sous sa plume, Magnus combat des "robots conscients", des extra-terrestres, des pirates de l'espace et autres ennemis.
Magnus est amoureux de Leeja Clane, la fille d'un sénateur de North Am. Leeja possède des capacités télépathiques limitées.
La série est populaire dans les années 1960. À l'approche des années 1970, les ventes déclinent. Le dernier numéro (#46) est publié en janvier 1977. Cependant, Manning n'a écrit et dessiné que 21 épisodes. Le reste consiste en des rééditions ou des épisodes réalisés par d'autres auteurs. Leur qualité inférieure est l'une des raisons du déclin du titre.

### Reprise de la série
Dans les années 1980, Magnus réapparaît dans les numéros 29 à 31 de Doctor Solar.

## Valiant
En 1991, Jim Shooter obtient auprès de Gold Key les droits sur les Doctor Solar, Man of the Atom, Turok et Magnus, l'anti robot. Grâce à cela il lance une nouvelle maison d'édition nommée Valiant Comics. Quelques mois plus tard, la compagnie lance Magnus, Robot Fighter.